# Hubert Gad
Hubert August Gad (Świętochłowice, 15 agosto 1914 – Świętochłowice, 3 luglio 1939) è stato un calciatore polacco.

## Biografia
Calciatore polacco-tedesco, morì per annegamento nella sua città natale, Świętochłowice nel 1939.

## Carriera

### Club
Gad ha militato per l'intera carriera nello Śląsk Świętochłowice, con cui esordì in massima serie polacca, dopo la promozione ottenuta nel 1934, nella stagione 1935 piazzandosi al quinto posto finale. La stagione seguente ottenne il nono posto

### Nazionale
Con la nazionale di calcio della Polonia partecipò nel 1936 al torneo di calcio della XI Olimpiade, raggiungendo le semifinali della competizione e perdendo la finalina per il terzo posto contro la Norvegia.